# Luca Nardi
Luca Nardi (Pesaro, 6 augustus 2003) is een Italiaans tennisser.

## Carrière
Nardi maakte zijn profdebuut in 2020 waar hij een wildcard ontving voor het enkel- en dubbelspel voor de ATP-toernooi van Antwerpen. In 2022 won hij zijn eerste en in totaal drie challengers en nam deel aan enkele hoofdtoernooien van ATP-toernooien. Hij was de eerste vervanger van de Next Generation ATP Finals dat jaar maar speelde uiteindelijk niet.

## Palmares
| Legenda                       | Legenda               |
| ----------------------------- | --------------------- |
| Grand Slam                    |                       |
| Olympische Spelen             |                       |
| tot 2009                      | vanaf 2009            |
| Tennis Masters Cup            | ATP Finals            |
| ATP Masters Series            | ATP Tour Masters 1000 |
| ATP International Series Gold | ATP Tour 500          |
| ATP International Series      | ATP Tour 250          |

### Enkelspel
| Nr.                  | Datum            | Toernooi  | Ondergrond    | Tegenstander in finale | Score         | Details |
| -------------------- | ---------------- | --------- | ------------- | ---------------------- | ------------- | ------- |
| gewonnen challengers |                  |           |               |                        |               |         |
| 1.                   | 9 januari 2022   | Forlì     | Hardcourt (i) | Mukund Sasikumar       | 6-3, 6-1      |         |
| 2.                   | 3 april 2022     | Lugano    | Hardcourt (i) | Leandro Riedi          | 4-6, 6-2, 6-3 |         |
| 3.                   | 4 september 2022 | Mallorca  | Hardcourt     | Zizou Bergs            | 7-6, 3-6, 7-5 |         |
| 4.                   | 6 augustus 2023  | Porto     | Hardcourt     | João Sousa             | 5-7, 6-4, 6-1 |         |
| 5.                   | 12 november 2023 | Matsuyama | Hardcourt     | Taro Daniel            | 3-6, 6-4, 6-2 |         |